# Gran Premio di Gran Bretagna 2006
Il Gran Premio di Gran Bretagna 2006 è stata l'ottava prova della stagione 2006 del campionato mondiale di Formula 1. La gara si è tenuta domenica 11 giugno sul circuito di Silverstone ed è stata vinta dallo spagnolo Fernando Alonso su Renault, al tredicesimo successo in carriera; Alonso ha preceduto all'arrivo il tedesco Michael Schumacher su Ferrari e il finlandese Kimi Räikkönen su McLaren-Mercedes.
Per Fernando Alonso è il primo hat trick (pole position, giro veloce e vittoria del Gran Premio) in carriera in Formula 1.

## Prove

### Risultati
Nella prima sessione del venerdì si è avuta questa situazione:
| Pos | Nº | Pilota           | Costruttore       | Tempo    | Gap    | Giri |
| --- | -- | ---------------- | ----------------- | -------- | ------ | ---- |
| 1   | 35 | Alexander Wurz   | Williams-Cosworth | 1'21"946 |        | 26   |
| 2   | 36 | Anthony Davidson | Honda             | 1'22"003 | +0"057 | 31   |
| 3   | 38 | Robert Kubica    | BMW Sauber        | 1'22"365 | +0"419 | 30   |

Nella seconda sessione del venerdì si è avuta questa situazione:
| Pos | Nº | Pilota               | Costruttore       | Tempo    | Gap    | Giri |
| --- | -- | -------------------- | ----------------- | -------- | ------ | ---- |
| 1   | 38 | Robert Kubica        | BMW Sauber        | 1'21"082 |        | 29   |
| 2   | 2  | Giancarlo Fisichella | Renault           | 1'22"294 | +1"212 | 3    |
| 3   | 35 | Alexander Wurz       | Williams-Cosworth | 1'22"300 | +1"218 | 30   |

Nella sessione del sabato mattina si è avuta questa situazione:
| Pos | Nº | Pilota             | Costruttore | Tempo    | Gap    | Giri |
| --- | -- | ------------------ | ----------- | -------- | ------ | ---- |
| 1   | 5  | Michael Schumacher | Ferrari     | 1'20"919 |        | 13   |
| 2   | 16 | Nick Heidfeld      | BMW Sauber  | 1'21"361 | +0"442 | 13   |
| 3   | 6  | Felipe Massa       | Ferrari     | 1'21"633 | +0"714 | 15   |

## Qualifiche

### Resoconto
Nella prima sessione le sorprese non mancano. Infatti l'italiano Jarno Trulli non fa segnare un tempo e viene eliminato. Però non è l'unico: difatti anche il pilota di casa Jenson Button e l'australiano Mark Webber vengono eliminati, a vantaggio delle Toro Rosso e della Midland di Tiago Monteiro.
Nella seconda sessione vengono eliminati gli "incomodi" Toro Rosso e Midland. Inoltre vengono eliminate le due Red Bull, all'indomani della loro miglior prestazione (3º posto a Monaco) e la Williams di Rosberg.
A prendere la pole è Fernando Alonso, che aveva fatto segnare il primo tempo anche nelle precedenti sessioni. Il diretto rivale, Michael Schumacher, parte in seconda fila, affiancato dal compagno Felipe Massa. Molto pesanti, invece, le due BMW Sauber in quinta fila a un secondo di distacco.

### Risultati
Nella sessione di qualifica si è avuta questa situazione:
| Pos | Nº | Pilota               | Costruttore       | Q1          | Q2       | Q3       | Griglia |
| --- | -- | -------------------- | ----------------- | ----------- | -------- | -------- | ------- |
| 1   | 1  | Fernando Alonso      | Renault           | 1'21"018    | 1'20"271 | 1'20"253 | 1       |
| 2   | 3  | Kimi Räikkönen       | McLaren-Mercedes  | 1'21"648    | 1'20"497 | 1'20"397 | 2       |
| 3   | 5  | Michael Schumacher   | Ferrari           | 1'22"096    | 1'20"659 | 1'20"574 | 3       |
| 4   | 6  | Felipe Massa         | Ferrari           | 1'21"647    | 1'20"846 | 1'20"764 | 4       |
| 5   | 2  | Giancarlo Fisichella | Renault           | 1'22"411    | 1'20"594 | 1'20"919 | 5       |
| 6   | 11 | Rubens Barrichello   | Honda             | 1'22"965    | 1'20"929 | 1'20"943 | 6       |
| 7   | 7  | Ralf Schumacher      | Toyota            | 1'22"886    | 1'21"043 | 1'21"073 | 7       |
| 8   | 4  | Juan Pablo Montoya   | McLaren-Mercedes  | 1'22"169    | 1'20"816 | 1'21"107 | 8       |
| 9   | 16 | Nick Heidfeld        | BMW Sauber        | 1'21"670    | 1'20"629 | 1'21"329 | 9       |
| 10  | 17 | Jacques Villeneuve   | BMW Sauber        | 1'21"637    | 1'20"672 | 1'21"599 | 10      |
| 11  | 14 | David Coulthard      | RBR-Ferrari       | 1'22"424    | 1'21"442 | N.D.     | 11      |
| 12  | 10 | Nico Rosberg         | Williams-Cosworth | 1'23"083    | 1'21"567 | N.D.     | 12      |
| 13  | 20 | Vitantonio Liuzzi    | STR-Cosworth      | 1'22"685    | 1'21"699 | N.D.     | 13      |
| 14  | 15 | Christian Klien      | RBR-Ferrari       | 1'22"773    | 1'21"990 | N.D.     | 14      |
| 15  | 21 | Scott Speed          | STR-Cosworth      | 1'22"541    | 1'22"076 | N.D.     | 15      |
| 16  | 18 | Tiago Monteiro       | MF1-Toyota        | 1'22"860    | 1'22"207 | N.D.     | 16      |
| 17  | 9  | Mark Webber          | Williams-Cosworth | 1'23"129    | N.D.     | N.D.     | 17      |
| 18  | 19 | Christijan Albers    | MF1-Toyota        | 1'23"210    | N.D.     | N.D.     | 18      |
| 19  | 12 | Jenson Button        | Honda             | 1'23"247    | N.D.     | N.D.     | 19      |
| 20  | 22 | Takuma Satō          | Super Aguri-Honda | 1'26"158    | N.D.     | N.D.     | 21      |
| 21  | 23 | Franck Montagny      | Super Aguri-Honda | 1'26"316    | N.D.     | N.D.     | 20      |
| 22  | 8  | Jarno Trulli         | Toyota            | senza tempo | N.D.     | N.D.     | 22      |

In grassetto sono indicate le migliori prestazioni in Q1, Q2 e Q3.

## Gara

### Resoconto

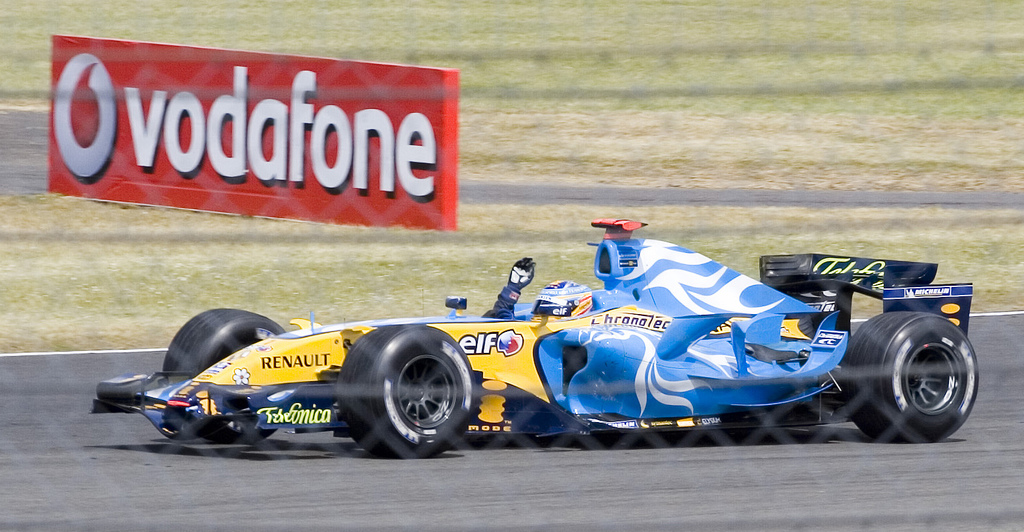
Fernando Alonso, autore di un hat trick

La gara non ha storia. Infatti Fernando Alonso domina per tutta la sua durata, se si esclude un giro alla seconda sosta quando passa in testa il compagno romano Giancarlo Fisichella, che però non sarà altrettanto fortunato e finirà giù dal podio, in quarta piazza. La lotta per il podio vede Schumacher conquistare il 2º posto ai danni di Räikkönen, dopo che il finlandese aveva tenuto agilmente a bada il tedesco fino alla seconda sosta. La Ferrari, grazie ad una sosta anticipata e più corta, scavalca la McLaren e si invola verso una preziosa seconda posizione. Per quanto riguarda i piloti di casa, l'Inghilterra non è fortunata e vede David Coulthard terminare dodicesimo mentre Jenson Button ritirarsi all'ottavo giro. Terza vittoria consecutiva per Alonso, che continua la propria striscia positiva e aumenta il vantaggio in classifica.

### Risultati
I risultati del Gran Premio sono i seguenti:
| Pos | Nº | Pilota               | Costruttore       | Giri | Tempo/Ritiro                 | Griglia | Punti |
| --- | -- | -------------------- | ----------------- | ---- | ---------------------------- | ------- | ----- |
| 1   | 1  | Fernando Alonso      | Renault           | 60   | 1h25'51"927                  | 1       | 10    |
| 2   | 5  | Michael Schumacher   | Ferrari           | 60   | +13"951                      | 3       | 8     |
| 3   | 3  | Kimi Räikkönen       | McLaren-Mercedes  | 60   | +18"672                      | 2       | 6     |
| 4   | 2  | Giancarlo Fisichella | Renault           | 60   | +19"976                      | 5       | 5     |
| 5   | 6  | Felipe Massa         | Ferrari           | 60   | +31"559                      | 4       | 4     |
| 6   | 4  | Juan Pablo Montoya   | McLaren-Mercedes  | 60   | +1'04"769                    | 8       | 3     |
| 7   | 16 | Nick Heidfeld        | BMW Sauber        | 60   | +1'14"594                    | 9       | 2     |
| 8   | 17 | Jacques Villeneuve   | BMW Sauber        | 60   | +1'18"299                    | 10      | 1     |
| 9   | 10 | Nico Rosberg         | Williams-Cosworth | 60   | +1'19"008                    | 12      |       |
| 10  | 11 | Rubens Barrichello   | Honda             | 59   | +1 giro                      | 6       |       |
| 11  | 8  | Jarno Trulli         | Toyota            | 59   | +1 giro                      | 22      |       |
| 12  | 14 | David Coulthard      | RBR-Ferrari       | 59   | +1 giro                      | 11      |       |
| 13  | 20 | Vitantonio Liuzzi    | STR-Cosworth      | 59   | +1 giro                      | 13      |       |
| 14  | 15 | Christian Klien      | RBR-Ferrari       | 59   | +1 giro                      | 14      |       |
| 15  | 19 | Christijan Albers    | MF1-Toyota        | 59   | +1 giro                      | 18      |       |
| 16  | 18 | Tiago Monteiro       | MF1-Toyota        | 58   | +2 giri                      | 16      |       |
| 17  | 22 | Takuma Satō          | Super Aguri-Honda | 57   | +3 giri                      | 21      |       |
| 18  | 23 | Franck Montagny      | Super Aguri-Honda | 57   | +3 giri                      | 20      |       |
| Rit | 12 | Jenson Button        | Honda             | 8    | Perdita d'olio               | 19      |       |
| Rit | 21 | Scott Speed          | STR-Cosworth      | 1    | Danni da incidente           | 15      |       |
| Rit | 7  | Ralf Schumacher      | Toyota            | 0    | Collisione con M. Webber     | 7       |       |
| Rit | 9  | Mark Webber          | Williams-Cosworth | 0    | Collisione con R. Schumacher | 17      |       |

## Classifiche mondiali

### Piloti
| Pos | Pilota               | Punti |
| --- | -------------------- | ----- |
| 1   | Fernando Alonso      | 74    |
| 2   | Michael Schumacher   | 51    |
| 3   | Kimi Räikkönen       | 33    |
| 4   | Giancarlo Fisichella | 32    |
| 5   | Juan Pablo Montoya   | 26    |
| 6   | Felipe Massa         | 24    |
| 7   | Jenson Button        | 16    |
| 8   | Rubens Barrichello   | 13    |
| 9   | Nick Heidfeld        | 10    |
| 10  | Ralf Schumacher      | 8     |
| 11  | David Coulthard      | 7     |
| 12  | Jacques Villeneuve   | 7     |
| 13  | Mark Webber          | 6     |
| 14  | Nico Rosberg         | 4     |
| 15  | Christian Klien      | 1     |

### Costruttori
| Pos | Costruttore       | Punti |
| --- | ----------------- | ----- |
| 1   | Renault           | 106   |
| 2   | Ferrari           | 75    |
| 3   | McLaren-Mercedes  | 59    |
| 4   | Honda             | 29    |
| 5   | BMW Sauber        | 17    |
| 6   | Williams-Cosworth | 10    |
| 7   | RBR-Ferrari       | 8     |
| 8   | Toyota            | 8     |